# 宮本武蔵 一乗寺決闘 (1942年の映画)
『宮本武蔵 一乗寺決闘』（みやもとむさし いちじょうじけっとう）は、1942年（昭和17年）3月25日公開の日本映画である。
日活製作。監督は稲垣浩、主演は片岡千恵蔵。
吉川英治の小説『宮本武蔵』が原作。

## キャスト
以下の出演者名と役名は特に記載がない限りallcinemaに従った。
- 片岡千恵蔵 - 宮本武蔵
- 河部五郎 - 沢庵
- 香川良介 - 本阿弥光悦
- 志村喬 - 延暦寺僧秀聿
- 尾上華丈 - 果物売助作
- 藤川三之祐 - 老僧日観
- 宮城千賀子 - お通
- 遠山満 - 壬生源左衛門
- 上田吉二郎 - 三角又十郎
- 仁札功太郎 - 吉岡伝七郎
- 尾上桃華 - 下男民平
- 春日清 - 武芸者熊沢
- 葉山富之輔 - 横田初無斉
- 大国一公 - 烏丸光広卿
- 戸上城太郎 - 御池十郎左衛門
- 浮田勝三郎 - 祇園藤次
- 大川原左雁次 - 奥蔵院納所
- 志茂山剛 - 横田道三
- 左文字一郎 - 小橋蔵人
- 島田照夫 - 壬生源次郎
- 瀬戸一司 - 井東永膳
- 藪内龍三郎 - 緒方鬼角
- 市川猿昇 - 烏丸卿下男万助
- 市川左正 - 阿巌法師
- 大東千太郎 - 植田良平
- 浅野象二郎 - 太田黒兵助
- 岬弦太郎 - 真田友正
- 潮井川常吉 - 南條与一兵衛
- 堀北幸夫 - 麻野陣次兵衛
- 沢田浩司 - 光悦の下男頭八
- 宗春太郎 - 三之助
- 月宮乙女 - 御手洗右近
- 香住佐代子 - 黒菊太夫
- 小松美登里 - 網笠売の老婆
- 橘昇子 - 小菩薩太夫
- 柳恵美子 - りん弥
- 市川春代 - 吉野太夫
- 浅香新八郎 - 吉岡清十郎
- 東明二郎 - 灰屋紹由
- 二葉かほる - 妙秀尼
- 石川秀道 - 武芸者沖野[2]
- 小川重四郎 - 武芸者白石[2]
- 常盤操子 - 御手洗伊吹[2]

## スタッフ
- 製作担当 - 高橋幹雄[2]
- 監督 - 稲垣浩[3]
- 演出助手 - 安田公義、福島末吉、佐々木康隆[2]
- 脚本 - 稲垣浩[3]
- 原作 - 吉川英治[3]
- 撮影 - 石本秀雄[3]
- 撮影助手 - 柴田達矢、黒田武一郎[2]
- 音楽 - 西梧郎[3]
- 歌曲 - 杵屋正一郎[2]
- 設計 - 角井平吉[2]
- 装置 - 上羽慶太郎[2]
- 装飾 - 松本春造[2]
- 背景 - 太田多三郎[2]
- 録音 - 中村敏夫[4]、佐々木稔郎[2]
- 照明 - 西村計雄[2]
- 編集 - 西田重雄[3]
- 進行 - 大西治一[2]
- 衣裳 - 原田梅夫[2]
- 美粧 - 湯本秀雄[2]
- 擬闘 - 足立伶二郎[2]
- 〔考証〕
- 武道 - 大野熊雄[2]
- 風俗 - 江馬務[2]
- 舞踏 - 片山光子[2]
- 茶道 - 井口梅仙（裏千家）[2]
- ビワ - 小川芳仙[2]